# Hyperboréer
Hyperboréer var enligt grekerna ett mytiskt folk som bodde norr om nordanvinden (Boreas) i landet Hyperborea (Ὑπερβορέα). De nämns hos Hesiodos och i Pindaros poesi. Historikern Herodotos berättar om poeten Aristeas som påstod att han i trans hade kommit till issedonerna, att det bodde enögda varelser bortom dessa, bortom dessa gripar som bevakade guld, och bortom dessa hyperboréerna, som bodde vid havet. Enligt prästerna på Delos hade hyperboréer kommit dit med gåvor till Apollon, två flickor och fem män. Men flickorna hade dött (det fanns ett gravmonument för dem på ön) och sedan dess hade offergåvorna förmedlats genom skyterna, utan direkt kontakt. Men Herodotos har inte kunnat få upplysningar från skyterna om några hyperboréer, och han betvivlar att det finns människor bortom Boreas.
Hekataios av Abdera skrev i 300-talet f. Kr. ett verk "Om Hyperboréerna" i minst två delar som har gått förlorat. Enligt Diodorus Siculus placerar han hyperboréerna på en ö "inte mindre än Sicilien" i oceanen mittemot kelterna, där klimatet är så bra att träden bär frukt två gånger om året. Romarna hade kommit lite längre, särskilt om astronomin. Pomponius Mela och Solinus skriver att det är dag där i ett halvår från vårdagjämningen till höstdagjämning, men de skriver om träd och beskriver klimatet som så hälsosamt att hyperboréerna inte dör utan kastar sig från en ättestupa i havet.

## Sentida uppfattningar
Olof Verelius, Georg Stiernhielm, Johannes Bureus och Olof Rudbeck d.ä. identifierade hyperboréerna med skandinaver. Rudbeck försvenskade i Atlantica namnet på hyperboréer till de yverborne med vilka han avsåg skandinaverna. Olof Verelius har setts som grundläggare av den hyperboreiska skolan.
Till de hyperboreiska språken räknas numera de sinsemellan obesläktade språken som talas i de arktiska regionerna, såsom inuitspråk, ketiska och tjuktji-kamtjatkanska språk.